# Gli anni amari
Gli anni amari è un film del 2019 diretto da Andrea Adriatico.
La pellicola è incentrata sulla storia dell'attivista e scrittore Mario Mieli.

## Trama
Un ragazzo al liceo, nei primi anni '70. Un tema per parlare di sé e uno svolgimento che stupisce la classe: “Mi chiamo Mario. O se preferite, Maria”.
Figlio di ricchi imprenditori comaschi della seta, di origine ebraica, e penultimo di sette figli, Mario Mieli vive un rapporto complicato con il padre Walter e la madre Liderica a causa della sua esuberanza e della sua omosessualità. Il liceo classico Parini di Milano, la vita notturna segnata dal sesso e dalla droga, il gruppo dei giovani poeti, e improvvisamente la scoperta di un’altra possibilità: in un viaggio a Londra scopre l’attivismo inglese del Gay Liberation Front, la possibilità di fare attivismo politico per i diritti degli omosessuali, con forza e senza rinunciare al travestimento, anzi usando il travestimento proprio come arma politica.
Con questa consapevolezza, a soli 20 anni, partecipa a Sanremo nel 1972 alla prima manifestazione pubblica del Fuori! – Fronte Unitario Omosessuali Rivoluzionari Italiani, contro un congresso di sessuologia, diventando ben presto un punto di riferimento nelle riunioni a casa di Fernanda Pivano, con il fondatore del movimento Angelo Pezzana, Alfredo Cohen, Marc de Pasquali e l’architetto Corrado Levi con cui nasce una profonda amicizia. Al punto che la rivista del “Fuori” porta come recapito della redazione milanese l’indirizzo di casa Mieli, cosa che provoca un ennesimo scontro in famiglia. Tornato a Londra, in mezzo ai continui viaggi all’estero di cui parla nella rivista, conosce il pittore Piero Fassoni, con cui ha una intensa storia d’amore, rafforzata anche dalla sua origine egiziana, che rafforza in Mario la convinzione di essere un discendente dei Faraoni. Intanto conosce anche Ivan Cattaneo, aspirante cantante, per il quale scrive una canzone in vista dell’esibizione al Festival dei giovani proletari organizzato dalla rivista “Re Nudo” al Parco Lambro di Milano nel 1976.
Ma la malattia psichica è in agguato in attacchi sempre più frequenti, che lo portano al ricovero. Cosa che non gli impedisce di laurearsi e di riuscire nel 1977 a pubblicare la sua tesi con il prestigioso editore Einaudi, con il titolo “Elementi di critica omosessuale”, portando alla luce le sue teorie sulla transessualità e sulla liberazione sessuale come via per la liberazione totale dell’Uomo. Un libro che lo porta immediatamente alla ribalta, anche in trasmissioni televisive nel canale pubblico della Rai. Parallelamente all’impegno come attivista omosessuale, che lo vede sempre più allontanarsi dal Fuori, Mario si impegna nel teatro, portando in scena il primo esempio di teatro politico gay. Intanto, nella vita privata entra con prepotenza il rapporto con il giovanissimo Umberto Pasti: un amore in cui a momenti di grande passione succedono le intemperanze e gli sbalzi di umore di Mario che portano a scontri. Sempre più lacerato dai suoi fantasmi, Mario alterna l’immagine pubblica di provocatore, anche in trasmissioni della Rai, e la scrittura di un romanzo autobiografico nel quale vuole svelare i segreti della sua vita e della famiglia. Ma la scrittura è tormentata dai dubbi, dai conflitti familiari, finché Mario decide di annullare il contratto con Einaudi. E poco dopo si suicida a neanche 31 anni, nel 1983. Sarà Umberto a ottenere dal fratello maggiore di Mario la bozza inedita del romanzo prima della distruzione voluta dalla famiglia.

## Produzione
Le riprese del film sono iniziate il 20 agosto 2018 tra Milano, Bologna, Modena, Sanremo, Lecce e Londra.
Prodotto da Nicoletta Mantovani e Saverio Peschechera, il film è una produzione di Cinemare con Rai Cinema e Pavarotti International 23 srl, ed è realizzato con il sostegno del Ministero per i beni e le attività culturali e con il contributo di Emilia Romagna Film Commission e Apulia Film Commission.

## Distribuzione
Il film è stato presentato in anteprima il 16 ottobre 2019 nella serata di pre-apertura della Festa del Cinema di Roma e distribuito nelle sale italiane da I Wonder Pictures. Originariamente l'uscita era prevista per il 12 marzo 2020, nell'anniversario della morte di Mario Mieli, ma a causa della pandemia di COVID-19 è stato posticipato al 2 luglio 2020.